# Тагалак (остров)
Тагалак (англ. Tagalak Island, алеут. Tagalax̂) — небольшой остров в составе группы Андреяновских островов, которые в свою очередь входят в состав Алеутских островов. В административном отношении относится к зоне переписи населения Западные Алеутские острова, штат Аляска, США.
Расположен к востоку от острова Чугул и к юго-востоку от острова Игиткин. Составляет примерно 6,5 км в длину. Максимальная высота — 249 м над уровнем моря.

## История
Имеется краткое описание острова у Г.И. Шелихова в его «Путешествии г. Шелехова с 1783 по 1790 год из Охотска по Восточному Океану к Американским берегам...»:

Тагалак имеет в окружности 40 верст, и лежит в 10 верстах к Востоку от Четь Хина. На сем острове каменных гор мало, а изобилующих рыбою текущих вод вовсе нет. При том не ростут на нем и такие травы, которые бы можно было в пищу употреблять. Берега его сплошь каменисты, по чему опасно приставать к оным на байдарах. Жителей же токмо четыре семьи.